# Памятники русского фольклора
«Памятники русского фольклора» — академическая книжная серия издательства «Наука», фольклорный аналог серии «Литературное наследство».

## Редакционная коллегия серии (состав разных лет)
- д.фил.н. С. Н. Азбелев (1926—2017)
- д.фил.н. А. М. Астахова (1886—1971)
- член-корр. АН СССР В. Г. Базанов (1911—1981)
- д.фил.н. А. А. Горелов (1931—2016)
- д.фил.н. Л. И. Емельянов (1929—1996)
- д.фил.н. Ф. Я. Прийма (1909—1993)
- д.фил.н. А. Д. Соймонов (1918—1995)

## Книги серии
1960
- Былины в записях и пересказах XVII—XVIII веков / Подгот. А. М. Астахова и др.; АН СССР, Ин-т русской литературы (Пушкинский дом). — М.; Л.: Изд-во АН СССР Ленингр. отделение, 1960. — 320, [10] с. — (Памятники русского фольклора). — 3000 экз. (в пер.)
- Исторические песни XIII—XVI веков / Изд. подгот. Б. Н. Путилов и Б. М. Добровольский. — М.; Л.: Изд-во АН СССР. Ленингр. отд-ние, 1960. — 696 с. — (Памятники русского фольклора). (в пер.)

1961
- Былины Печоры и Зимнего берега (новые записи). — М.; Л.: Изд-во АН СССР, 1961. — 608 с. — (Памятники русского фольклора). (в пер.)
- Пословицы, поговорки, загадки в рукописных сборниках XVIII—XX веков / Изд. подгот.: М. Я. Мельц, В. В. Митрофанова, Г. Г. Шаповалова; Худож. М. И. Разулевич; Отв. ред. Б. Н. Путилов. — М.; Л.: Изд-во АН СССР, 1961. — 292 с. — (Памятники русского фольклора). — 42 000 экз. (в пер.)
- Севернорусские сказки в записях А. И. Никифорова / Изд. подготовил и вступ. ст. написал В. Я. Пропп. — М.; Л.: Изд-во АН СССР, 1961. — 386 с. — (Памятники русского фольклора). (в пер.)

1963
- Песни Печоры / Изд. подг. Н. И. Колпакова, Ф. В. Соколов, Б. М. Добровольский. — М.; Л.: Изд-во АН СССР, 1963. — 460 с. — (Памятники русского фольклора). (в пер.)

1964
- Великорусские сказки в записях И. А. Худякова / Изд. подг. В. Г. Базанов и О. Б. Алексеева. — М.; Л.: Наука, 1964. — 304 с. — (Памятники русского фольклора). — 10 000 экз. (в пер.)

1965
- Частушки в записях советского времени / Подгот.: З. И. Власова, А. А. Горелов; Отв. ред. Б. Н. Путилов. — М.; Л.: Наука, 1965. — 496 с. — (Памятники русского фольклора). — 5500 экз. (в пер.)

1966
- Исторические песни XVII века. — М.; Л.: Наука, 1966. — 386 с. — (Памятники русского фольклора). (в пер.)

1967
- Песенный фольклор Мезени / Сост.: И. П. Колпакова, Б. М. Добровольский, В. В. Митрофанова и др. — Л.: Наука. Ленингр. отд-ние, 1967. — 368 с. — (Памятники русского фольклора). — 1300 экз. (в пер.)

1968
- Загадки / Сост. В. В. Митрофанова. — Л.: Наука. Ленингр. отд-ние, 1968. — 256 с. — (Памятники русского фольклора). — 30 000 экз. (в пер.)

1971
- Исторические песни XVIII века. — Л.: Наука. Ленингр. отд-ние, 1971. — 356 с. — (Памятники русского фольклора). — 4000 экз. (в пер.)

1973
- Исторические песни XIX века / Изд. подгот. Л. В. Домановский, О. Б. Алексеева, Э. С. Литвин; Отв. ред. В. Г. Базанов. — Л.: Наука. Ленингр. отд-ние, 1973. — 284, [32] с. — (Памятники русского фольклора). — 6700 экз. (в пер.)

1977
- Собрание народных песен П. В. Киреевского: Записи Языковых в Симбирской и Оренбургской губерниях. Том 1. — Л.: Наука. Ленингр. отд-ние, 1977. — 328 с. — (Памятники русского фольклора). — 16 000 экз. (в пер.)

1979
- Песни и сказки пушкинских мест: Фольклор Горьковской области: Выпуск 1 / Отв. ред. А. Д. Соймонов. — Л.: Наука. Ленингр. отд-ние, 1979. — 256 с. — (Памятники русского фольклора). — 10 000 экз. (в пер.)
- Традиционный фольклор Новгородской области: (По записям 1963—1976 гг.): Песни, причитания / Отв. ред. А. А. Горелов. — Л.: Наука, 1979. — 352 с. — (Памятники русского фольклора). — 5800 экз. (в пер.)

1983
- Собрание народных песен П. В. Киреевского: Записи П. И. Якушкина. Том 1. — Л.: Наука. Ленингр. отд-ние, 1983. — 344 с. — (Памятники русского фольклора). — 16 900 экз. (в пер.)

1986
- Собрание народных песен П. В. Киреевского: Записи П. И. Якушкина. Том 2. — Л.: Наука. Ленингр. отд-ние, 1986. — 328 с. — (Памятники русского фольклора). — 42 000 экз. (в пер.)
- Фольклор Русского Устья / Отв. ред.: С. Н. Азбелев, Н. А. Мещерский. — Л.: Наука. Ленингр. отд-ние, 1986. — 384 с. — (Памятники русского фольклора). — 3400 экз. (в пер.)